# Wörgler Bach

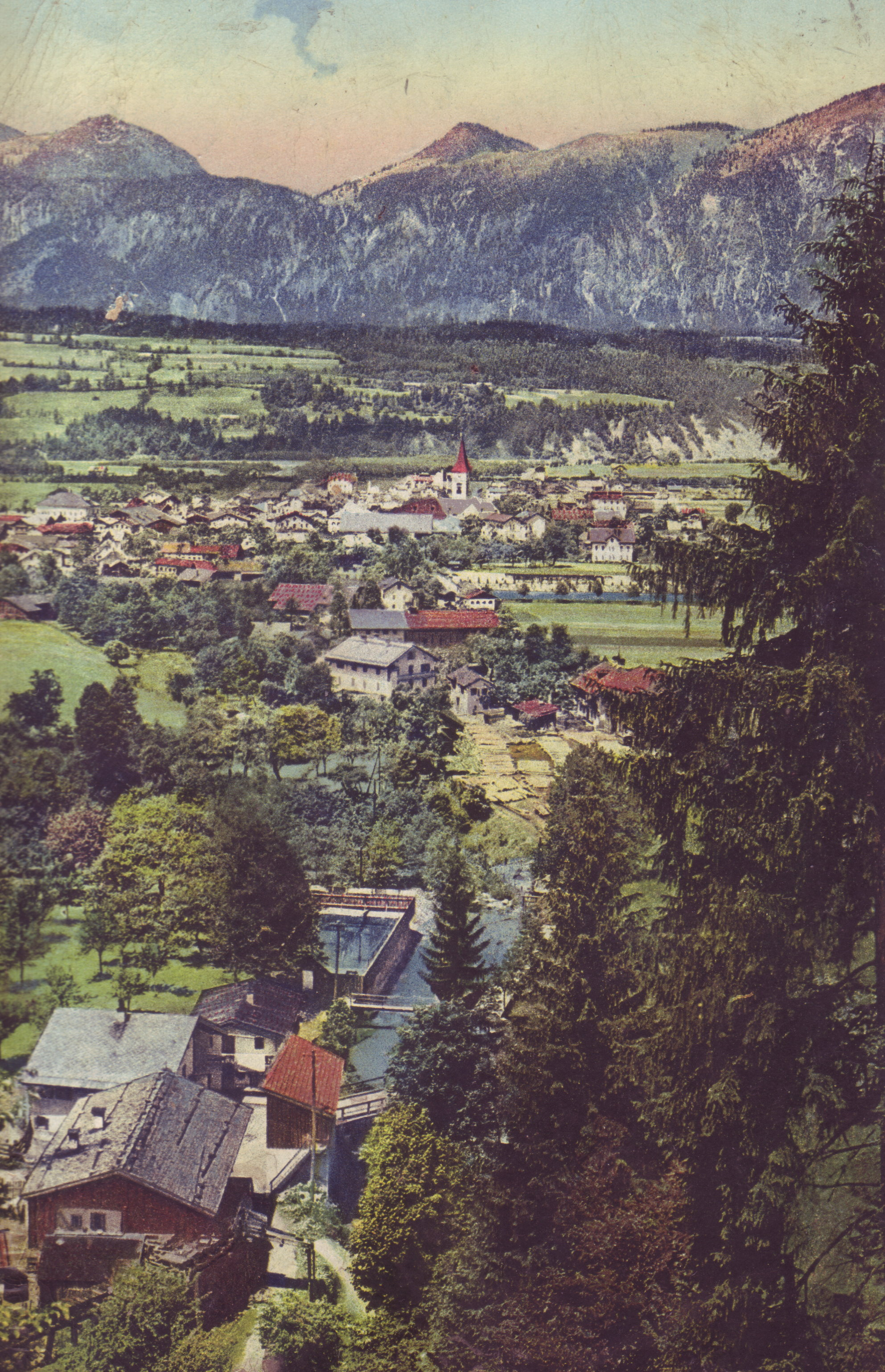
Blick aus der Wörgler Klamm nach Wörgl, um 1920. In der unteren Bildhälfte ist das erste Wörgler Schwimmbad zu sehen, im Hintergrund die Gemeinde Wörgl.

Der Wörgler Bach ist ein 8,3 km langer, rechter Zufluss des Inns, der Teile der österreichischen Gemeinde Wildschönau entwässert und nördlich der Stadt Wörgl in den Inn mündet. Er entwässert eine Fläche von rund 20 km².

## Geografie

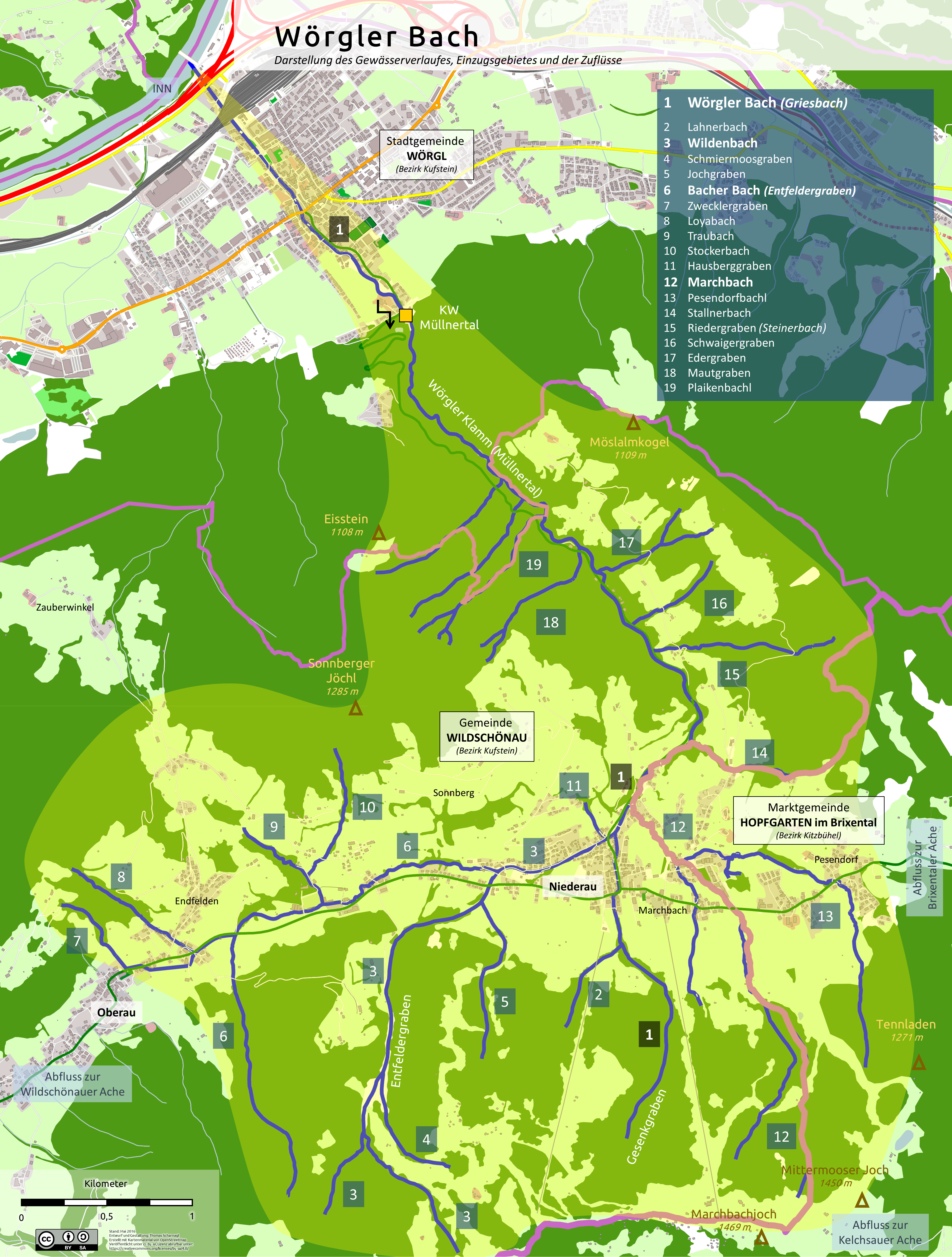
Verlauf, Zuflüsse und Einzugsgebiet des Wörgler Bachs

Der Wörgler Bach entspringt als Griesbach nordwestlich des Marchbachjochs (auch Markbachjoch, 1496 m) unterhalb des Marchbachjochhauses im Gesenkgraben in Niederau. Auf seinem Weg durch das vordere Hochtal nimmt er Zuflüsse aus Oberau (Wildenbach und Bacher Bach) und der hinteren Niederau (Marchbach) auf. Das restliche Gebiet der Gemeinde Wildschönau wird durch die Wildschönauer Ache über die Kundler Klamm ebenfalls in den Inn entwässert. Das rund 20 km² große Einzugsgebiet wird von 22 Bächen entwässert und erstreckt sich über die gesamte Niederau und somit über Gemeindeboden der Wildschönau und der Marktgemeinde Hopfgarten im Brixental (Bezirk Kitzbühel). Der Marchbach und der Stallnerbach bilden dabei die heutige Bezirksgrenze und frühere Grenze zum Herzogtum Salzburg (bis 1816).
Die Transportstrecke zwischen dem Einzugsgebiet im Hochtal und der Einmündung im Inntal bewältigt der Bach über die Wörgler Klamm (auch Müllnertal oder Mühltalklamm). In der Klamm befinden sich zwei Bogenstaumauern, die Erstere, 18 m hohe Mauer dient als Wehranlage für das am Klammausgang befindliche Speicherkraftwerk Müllnertal und schafft einen Speichersee mit 22.200 m³ Inhalt. Über eine Druckrohrleitung (Ausbaufallhöhe 102 m, Ausbauwassermenge 950 l/s) wird das Wasser in die am Schluchtausgang befindliche Anlage eingespeist. Die zwischen Wehrmauer und Kraftwerk befindliche, 37 m hohe, doppelt gewölbte Staumauer war bei ihrer Eröffnung die größte Wildbachverbauung Österreichs und schützt die Stadt Wörgl durch Abschwächung von Hochwasserwellen und verhindert den Weitertransport großer Geschiebemengen in das Stadtgebiet. Das Kraftwerk Müllnertal direkt am Klammausgang ist das älteste Wörgler Stromkraftwerk und wurde 1898 eröffnet. Die 1957 umgebaute Anlage schafft eine Leistung von etwa 900 kW. Pro Jahr werden somit etwa 2,5 GWh erzeugt, womit rund 2.200 Tonnen CO2 eingespart werden können.
Auf seinem letzten Weg durch das Stadtgebiet bis zur Mündung wird der Bach zum Hochwasserschutz in einem Natursteingerinne geführt. Dieses Gerinne verhindert ein Überlaufen des Baches und ist auf einen maximalen Hochwasserabfluss von 35 m³ pro Sekunde ausgelegt.

### Geologie
Während im Müllnertal stabiler Triasdolomit ansteht, bilden taleinwärts roter Buntsandstein und Wildschönauer Schiefer das Grundgestein. Besonders dieser Tonschiefer neigt sehr zu Rutschungen, ist sehr verwitterungsanfällig und leicht erodierbar. Deshalb liegt die wesentliche Wildbachtätigkeit des Wörgler Baches in seinen Quellgräben in der Gemeinde Wildschönau. Die stabile Klamm ist im Wesentlichen Transportstrecke, durch die Hochwasser mit ihrer Geschiebefracht abgeführt werden. Das Schwemmkegelgefälle ist sehr gering – 6 % bis 9 % am Unterlauf –, weshalb große Geschiebemengen nicht schadlos in den Inn gelangen können. Es entstehen Auflandungen der Bachsohle, wodurch Überbordungen des Bachbettes folgen können.

## Geschichte und Erschließung

### Siedlungsgeschichte
Der Bach wurde im Jahr 1318 erstmals schriftlich erwähnt („ad fluvium Wergel“). Der Name könnte mit dem indogermanischen Wort *u̯erg- für „strotzen, schwellen, vor Saft und Kraft oder Zorn“ mit Bezug auf Überschwemmungen in Zusammenhang stehen. Alternativ gab vielleicht der Verlauf des Baches vom Klammausgang bis zum Inn der Ortschaft Wörgl dem Gewässer seinen Namen. Seine geradlinige Durchquerung des Inntalbodens wird mit dem alten regionalen Wort „zwerch“ („quer“) beschrieben, woraus sich mit der Zeit der Name „Twergel“ (1390), „Wergel“ (vermutlich ab etwa 1515) und schließlich „Wörgl“ entwickelt hat.
Wie bei vielen Ortschaften im Tiroler Inntal fand die erste Siedlungstätigkeit in Wörgl auf dem flachen Schwemmkegel des Wörgler Bachs im Inntalboden seinen Anfang. Dieser bietet somit einen natürlichen Schutz vor den alljährlichen Hochwässern des Inn. Von der entlang des Bachlaufes entstandenen Siedlung ausgehend, hat sich das Dorf zur Stadt und zur heutigen Größe entwickelt. Es ist also kein Zufall, dass der Wörgler Bach die Stadt in der Mitte durchschneidet und somit auch die Geschichte der Stadt mitprägte. Bereits 1416 wurde der Wörgler Bach als Gerichtsgrenze zwischen Kufstein und Rattenberg bestimmt, mit der Folge, dass sich beiderseits des Baches zwei eigene Ortschaften entwickelten, die 1864 ihre Selbstständigkeit erlangten. 1910 fand die Vereinigung dieser Gemeinden Wörgl-Kufstein und Wörgl-Rattenberg statt, im nächsten Jahr folgte die Erhebung dieses "neuen" Wörgls zur Marktgemeinde durch Kaiser Franz Joseph I. Seine Funktion als Grenzmarkierung hat der Bach immer noch als Grenze zwischen den Katastralgemeinden Wörgl-Rattenberg und Wörgl-Kufstein inne.
1908 wurde am Wörgler Bach, direkt an dessen Austritt aus der Klamm, das erste Schwimmbad der beiden Wörgler Gemeinden errichtet. Dieses Schwimmbad wurde jedoch von der Bevölkerung wegen des kalten Wassers, der schattigen Lage und der kühlen Winde aus der Klamm nie richtig angenommen. Daher wurde bereits 1927 ein neues Schwimmbad weiter nordwestlich erbaut.

### Überschwemmungen
Die Überschwemmungstätigkeit des Wörgler Baches lässt sich bis ins 16. Jahrhundert nachweisen. Große Hochwasserkatastrophen ereigneten sich 1567, 1789, 1821, 1871, 1893, 1894, 1896, 1899, 1901, 1906, 1909, 1941 und 1946. In jüngerer Zeit ereignete sich am 20. Juli 1946 ein schweres Hochwasser, bei dem unter anderem das Krankenhaus von Wörgl überflutet und verschlammt wurde. Nach einem lang anhaltenden Hochwasser im Juli 1954 mussten von der Innmündung aufwärts 7.000 bis 10.000 m³ Geschiebe ausgebaggert und abgeführt werden, was der Stadtgemeinde Kosten von 150.000 Schilling (rund 10.000 Euro) bescherte.
Auch am 26. Juli 1994 wurde Wörgl durch ein starkes Hochwasser des Wörgler Baches verwüstet. Nachdem sich ein gewaltiges Hochwetter mit Hagelschlag in der Wildschönau ereignet hatte, kam es zu einem sprunghaften Anstieg des Baches. Binnen weniger Minuten füllten sich die drei Geschiebeablagerungsplätze in der Wildschönau mit rund 32.000 m³ und der Tagesspeicher der Wörgler Stadtwerke mit rund 23.000 m³ Geschiebe auf. Dadurch konnte die ohnehin so große Katastrophe ein wenig gelindert werden. Etwa um 22 Uhr erreichte die Flutwelle Wörgl. Aufgrund einiger verkeilter Bäume oberhalb der Wörgler Innenstadt staute sich der Bach auf, wodurch die Wasser- und Schlammmassen bis zum Bahnhofsgelände eine Spur der Verwüstung hinterließen. 71 Hektar Stadtgebiet wurden bis zu einem halben Meter hoch mit etwa 27.000 Tonnen Schlamm verschüttet, der geschätzte Schaden lag bei rund 60 Mio. Schilling (etwa 4,4 Mio. Euro). Aufgrund dieser Katastrophe begann man mit den Bauarbeiten an einer großen Sperre im Müllnertal und einer Vergrößerung der Durchflussquerschnitte im Stadtbereich. Bereits im Jahr 2002 bewährte sich die neue Sperre, da ansonsten ein ähnliches Hochwasser wie 1994 entstanden wäre.
Im großen Hochwasser 2005 entstand auch entlang des Wörgler Bachs beträchtlicher Schaden, weil der hochwasserführende Inn den Wörgler Bach bis zum Bahngebiet aufstaute und dadurch eine Unterführung sowie mehrere Häuser und Schrebergärten in der Ferdinand-Raimund-Straße in Mitleidenschaft gezogen wurden.

### Hochwasserschutz
Nach der Hochwasserkatastrophe von 1909 setzte erstmals eine Verbauungstätigkeit mit öffentlichen Mitteln ein. In den Jahren 1910 und 1911 wurde der Unterlauf im Stadtbereich durch das Landesbauamt einer Regulierung unterzogen, 1955 erfolgten Ergänzungsarbeiten.
Den geschilderten Verhältnissen entsprechend, erstreckt sich die Verbauung des Wörgler Bachs durch die Wildbach- und Lawinenverbauung im Wesentlichen auf die Quellgräben im Gemeindegebiet der Wildschönau, wo für Baumaßnahmen zur Verhinderung von Geschiebeentstehung in den Oberläufen, zur Geschieberückhaltung und für Regulierungen im Siedlungsbereich in den Jahren zwischen 1958 und 1970 rund 7,7 Millionen Schilling (rund 560.000 Euro) aufgewendet wurden. Da all diese Verbauungen auch dem Schutz der Stadt dienen, beteiligte sich die Stadtgemeinde Wörgl mit 3 % an den Gesamtkosten.
Bis zum Wirksamwerden von systematischen Verbauungen in den Oberläufen wurden nach dem Hochwasser von 1945 in der Schlucht zum raschen Schutz für die Stadt am oberen Ende der Klamm und 200 Meter talwärts des Tagesspeichers der Stadtwerke zwei Gewölbesperren zum Geschieberückhalt mit einem Verlandungsraum von je 22.000 m³ errichtet.
Nach dem Hochwasser von 1994 begann die Wildbachverbauung, die 2007 abgeschlossen wurde. Die Verbauung besteht aus 98 Konsolidierungssperren im Verlauf des Wildenbachs. In Richtung Wörgl befinden sich noch eine Seilsperre (Mittellauf) und das imposanteste Bauwerk des Projekts, die rund 36,7 Meter hohe, doppelt gewölbte Bogenstaumauer, zugleich die höchste Wildbachsperre Österreichs. Hier wird durch ein Rohr gerade so viel Wasser weitergeleitet, wie das Bachbett in der Stadt Wörgl aufnehmen kann.
Die Wildbach- und Lawinenverbauung Tirol investierte 11,55 Millionen Euro zum Schutze der Wörgler Bevölkerung.